# Frame (album)
Frame is het zevende album van de Italiaanse metalband DGM, uitgebracht in 2009 door Scarlet Records.

## Track listing
1. "Hereafter" — 4:43
2. "Enhancement" — 4:21
3. "Not in Need" — 4:21
4. "No Looking Back" — 5:25
5. "Trapped..." — 2:01
6. "...In a Movie" — 4:02
7. "Away" — 5:18
8. "Heartache" — 5:28
9. "Rest in Peace" — 3:46
10. "Brand New Blood" — 5:05
11. "Fading & Falling" — 4:36

## Band
- Titta Tani - zanger
- Simone Mularoni - gitarist
- Andrea Arcangeli - bassist
- Emanuele Casali - toetsenist
- Fabio Costantino - drummer